# Guatteria cardoniana
Guatteria cardoniana este o specie de plante angiosperme din genul Guatteria, familia Annonaceae, descrisă de Robert Elias Fries. Conform Catalogue of Life specia Guatteria cardoniana nu are subspecii cunoscute.